# 寺西裕一
寺西 裕一（てらにし ゆういち、1965年1月14日 - ）は、石川県出身の日本のフリーアナウンサー。ユウセイプランニング代表。

## 経歴
佛教大学社会学部を経て同志社大学大学院総合政策科学学部修了後の1988年、当時の近畿放送（KBS京都)にアナウンサーとして入社。主にスポーツ実況の分野で活動する。
1993年にKBS京都を退職し、以後フリーアナウンサーとして活動。2001年ユウセイプランニングを設立。関西を拠点に野球・サッカー・競馬を中心にスポーツ実況を手がけるほか、近畿大学の講師、アナウンス講座の講師も務めている。

## おもな活動
- タイガース・アイをはじめとしたCS放送のプロ野球中継（GAORA・GAORAプロ野球中継など）
- エキサイティング!J（KBS京都でのJリーグ中継）
- スカパー!サッカー中継（Jリーグ、エールディビジ、UEFAチャンピオンズリーグ、2010 FIFAワールドカップ）
  - Jリーグは日曜日の関西勢の試合を中心に担当する（2012年までは京都、2013年からは神戸が主）。これは後述のKBS京都で土曜日に競馬実況を担当しているため。
  - スカパー!の国外サッカー中継の実況アナウンサーで唯一関西を基盤にする。UEFAチャンピオンズリーグは初回が録画放送になる試合をおもに担当（チャンピオンズリーグのグループリーグは8試合同時放送のため2試合程度録画放送がある）。
- 競馬中継
  - ラジオ大阪『OBCドラマティック競馬』
  - 京都放送『KEIBAワンダーランド』→『うまDOKI』

KBS京都での出演は退社後いったん終了していたが、局アナスタッフの人員不足のため（KBS京都の競馬実況アナウンサーであった久保房郎が定年退職、岩崎心平が宮城県の東日本放送に転籍したのに伴う）、2005年4月から復帰。これによりラジオ大阪の出演が終了した。
- ラジオ大阪ドラマティックナイター
- 琵琶湖競艇中継（びわ湖放送）
- 地方競馬の場内実況
- 近畿大学講師（2007年4月 - ）
- 広島オープンボウリングトーナメント（広島テレビ放送、2018年 - ）